# Eltz (niedersächsisches Adelsgeschlecht)

Stammwappen derer von Eltz
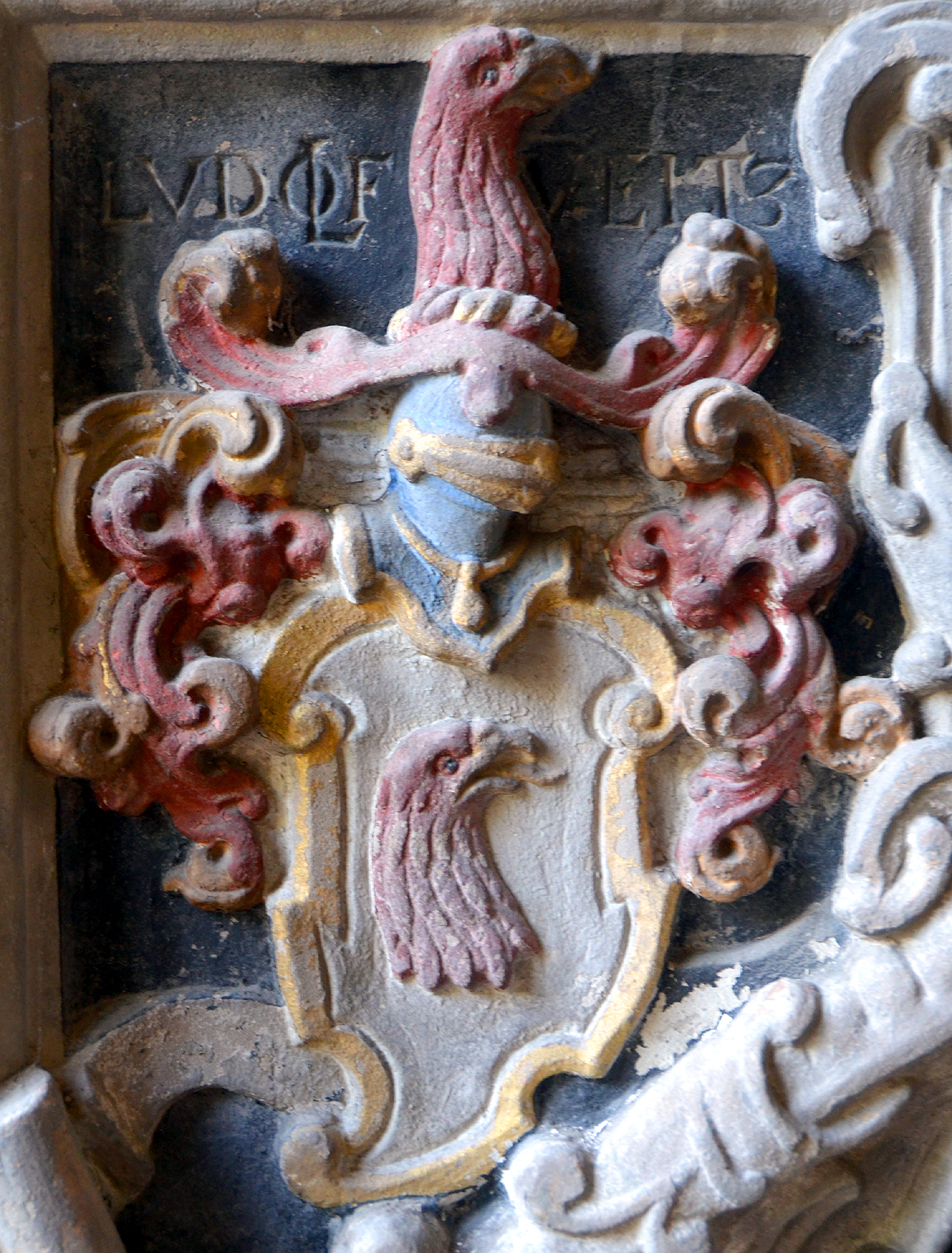
Koloriertes Wappen des Adelsgeschlechtes am Grabmal des Burgwedeler Amtsvogtes Ludolf von Eltz

Von Eltz ist der Name einer alten, in Niedersachsen ansässigen Familie. Die Familie soll ihren Ursprung in Eltze bei Großburgwedel gehabt haben. Das Adelsgeschlecht ist seit dem Mittelalter insbesondere im Gebiet der heutigen Region Hannover bekundet. Die Familie ist nicht zu verwechseln mit dem gleichnamigen moselländischen Adelsgeschlecht, das mit seiner Rethmarer Linie im 17. und frühen 18. Jahrhundert ebenfalls in der Region Hannover ansässig war.
Der Denkmalpfleger Carl Wolff bezeichnete den ehemals adeligen, freien Hof in Burgwedel als „den Herren von Eltz im Hildesheimischen“ zugehörig. Zwischen 1590 und 1718 besetzten sie über drei Generationen das Amt der Burgwedeler Vögte (siehe unten: Namensträger), die seit 1670 im herzoglichen Jagd- und Vogteihaus amtierten, dem heutigen Amtsgericht Burgwedel, ähnlich wie die von Schlütter oder von Alten. 1626 errichteten die Eltz als Erbbegräbnis einen südlichen Gruftanbau an die St. Petrikirche in Großburgwedel.
Ungeklärt ist, ob und wo die Familie „im Hildesheimischen“, also im Hochstift Hildesheim, ansässig war; eine Herkunft aus dem Ort Elze im Landkreis Hildesheim, wo sich der karolingische Bischofssitz befand, bevor er nach Hildesheim verlegt wurde, ist nicht belegt. Ähnliches gilt für den verschwundenen Ort Elzenhusen, der etwa 1900 Meter nordwestlich des Ritterguts Nordgoltern beim Vorwerk Eseler Hof gelegen war.
Der von Eltzsche Adelssitz wurde nach dem Tod des Ludolf Henning von Eltz 1718 an seinen Schwiegersohn Ludolf Arnold Heinrich Reinbold († 1735) vererbt. Die Von-Eltz-Straße in Großburgwedel erinnert an die Familie. 

## Wappen
Das Wappen zeigt in gold berandetem silbernen Schild einen roten, gold bewehrten Adlerkopf mit Hals. Auf dem Helm mit rot-silbernen Helmdecken der rote Adlerkopf.

## Bekannte Namensträger
- Ludolf von Eltz (um 1559–1626), herzoglich braunschweig-lüneburgischer Hauptmann und Burgwedeler Amtsvogt[6]
- Heinrich von Eltz (1599–1661), herzoglich braunschweig-lüneburgischer Hauptmann und Amtsvogts von Burgwedel[7]
- Ludolf Henning von Eltz (1649–1718), kurhannoverscher Obristleutnant und Burgwedeler Amtsvogt[8]